# 埃尚冈
埃尚冈（法語：Echinghen，法語發音：[eʃɛ̃ɡɑ̃]）是法国上法蘭西大區加来海峡省的一个市镇，属于滨海布洛涅区。

## 地理
埃尚冈（50°42'12"N, 1°38'53"E）面积5.84 平方千米，位于法国上法蘭西大區加来海峡省，该省份为法国北部沿海省份，西北濒北海，南至索姆省，东临北部省。
与埃尚冈接壤的市镇（或旧市镇、城区）包括：圣马丹布洛涅、伊斯克、圣莱奥纳尔、班克坦。

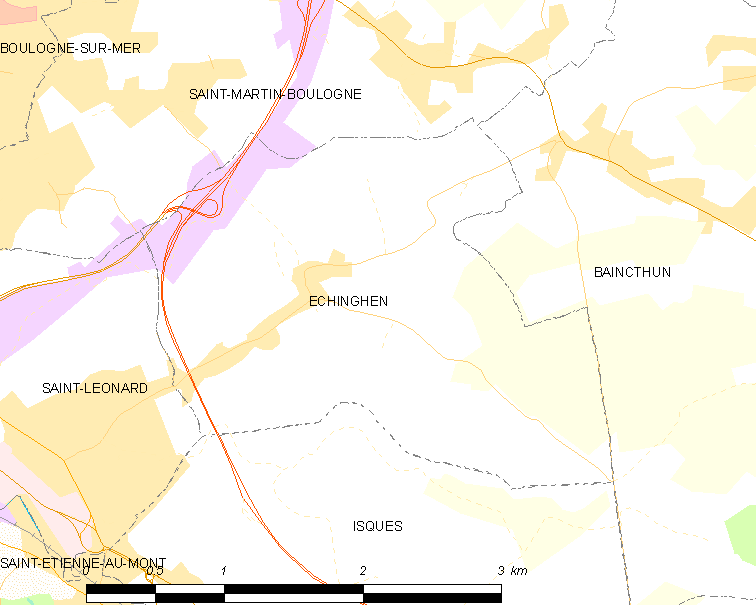
埃尚冈的OSM定位图

埃尚冈的时区为UTC+01:00、UTC+02:00（夏令时）。

## 行政
埃尚冈的邮政编码为62360，INSEE市镇编码为62281。

## 政治
埃尚冈所属的省级选区为滨海布洛涅第二县。

## 人口

1962-2008年间埃尚冈人口变化图示

埃尚冈于2022年1月1日时的人口数量为377人。